# Zuid-Afrikaanse parlementsverkiezingen 1981
De Zuid-Afrikaanse parlementsverkiezingen van 1981 vonden op 28 januari 1981 plaats. Premier P.W. Botha besloot tot het uitschrijven van vervroegde verkiezingen, zogenaamd om tussentijdse verkiezingen voor een aantal zetels in de Volksraad en in provinciale raden te voorkomen. De werkelijke reden was echter de strijd tussen de "verligtes" ("verlichte conservatieven" onder leiding van de premier) en de "verkramptes" (ultraconservatieven o.l.v. dr. Andries Treurnicht) binnen de regerende Nasionale Party (NP) over de bescheiden hervormingen van de regering.
De NP won 131 van de 165 zetels - slechts een zeer kleine teruggang. De extreemrechtse Herstigte Nasionale Party van Jaap Marais behaalde weliswaar 14,09% van de stemmen maar door het eigenaardige kiesstelsel kon deze procentuele winst niet worden omgezet in zetels. De uitslag van de verkiezingen legitimeerde het beleid van bescheiden hervormingen van premier Botha. De oppositiepartij Progressive Federal Party van dr. Frederik van Zyl Slabbert, fel gekant tegen apartheid, won 9 zetels en kwam op 26 zetels in totaal. De Nuwe Republiek Party, een gematigd tegenstander van het apartheidsbeleid verloor 2 zetels.

## Uitslag
| Partij                    | Lijsttrekker              | %      | Zetels | Verandering |
| ------------------------- | ------------------------- | ------ | ------ | ----------- |
| Nasionale Party           | Pieter Willem Botha       | 56,96% | 131    | -3          |
| Progressive Federal Party | Frederik van Zyl Slabbert | 19.44% | 26     | +9          |
| Herstigte Nasionale Party | Jaap Marais               | 14.09% | 0      | -           |
| Nuwe Republiek Party      | Vause Raw                 | 7,82%  | 8      | -2          |
| Anderen                   |                           | 1,68%  | 0      | -1          |
| Totaal                    |                           | 100%   | 165    | -           |

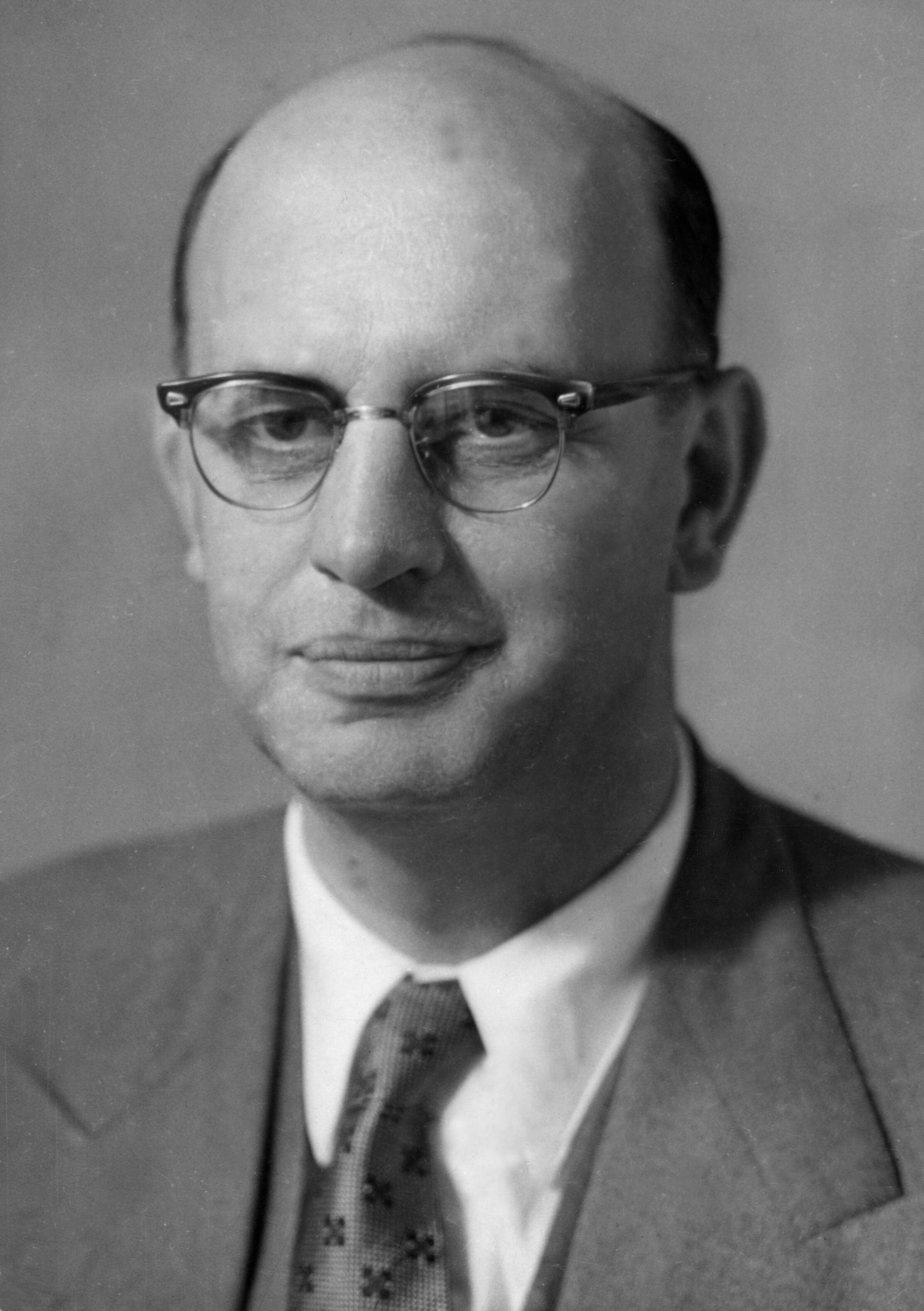
Pieter Willem Botha

## Verwijzing
1. ↑  Winkler Prins Encyclopedisch Jaarboek 1982, door: red. Winkler Prins, blz. 337

Parlementsverkiezingen: 1910 · 1915 · 1920 · 1921 · 1924 · 1929 · 1933 · 1938 · 1943 · 1948 · 1953 · 1958 · 1961 · 1966 · 1970 · 1974 · 1977 · 1981 · 1984 · 1987 · 1989 · 1994 · 1999 · 2004 · 2009 · 2014 · 2019 · 2024

Referenda: 1960 · 1983 · 1992